# The Final Countdown (album)
| Recensione | Giudizio |
| ---------- | -------- |
| AllMusic   |          |

The Final Countdown è il terzo album in studio del gruppo musicale svedese Europe, pubblicato nel maggio 1986 dalla Epic Records.
L'album vendette oltre 15 milioni di copie globali e il singolo omonimo raggiunse il primo posto in classifica in 25 paesi diversi.

## Composizione e registrazione
Le prime canzoni composte per l'album furono Rock the Night e Ninja, che erano già state presentate dalla band durante il tour di Wings of Tomorrow nel 1984. Rock the Night venne pubblicata come singolo in Svezia nel marzo 1985, raggiungendo il quarto posto in classifica, e fu inoltre inclusa nell'EP On the Loose colonna sonora dell'omonimo cortometraggio dello stesso anno, insieme alle canzoni On the Loose e Broken Dreams. Rock the Night e On the Loose saranno ri-registrate per l'inclusione in The Final Countdown così come Ninja, tutt'e tre con testi leggermente differenti.
In seguito al successo nazionale di On the Loose e Rock the Night, gli Europe partirono per un nuovo tour in Svezia nel 1985, includendo nelle setlist dei propri concerti nuovi brani come Danger on the Track, Love Chaser e la power ballad Carrie, pronte per essere registrate nell'album. Carrie fu composta dal frontman Joey Tempest e il tastierista Mic Michaeli durante una jam session. La prima versione della canzone era strutturata solamente su voce e tastiera, e fu eseguita in tal modo durante il tour del 1985, ma nella versione dell'album sarà coinvolta l'intera band.
La title track The Final Countdown venne ideata partendo un vecchio riff di tastiera che Tempest aveva composto nel periodo 1981-82, su un sintetizzatore Korg Polysix che gli era stato dato in prestito da Michaeli. Nel 1985 il bassista John Levén suggerì a Tempest di scrivere una canzone basata su quel riff. Il testo fu ispirato dalla canzone Space Oddity di David Bowie. Il suono del riff di tastiera presente nella canzone è stato ottenuto utilizzando una unità rack di una Yamaha TX-816 e un sintetizzatore Roland JX-8P.
Cherokee fu l'ultima canzone composta per l'album, essendo stata scritta soltanto una settimana prima che la band si recasse in Svizzera per cominciare le registrazioni del disco. Tempest disse che il testo era ispirato alla storia dei Nativi americani degli Stati Uniti d'America.
Le registrazioni dell'album cominciarono nel settembre 1985 ai Powerplay Studios di Zurigo, Svizzera. Su suggerimento della loro etichetta discografica, la Epic Records, gli Europe decisero di ingaggiare il produttore americano Kevin Elson, che aveva già collaborato con artisti come Journey e Lynyrd Skynyrd. In origine i membri della band avevano pensato a Dieter Dierks (produttore degli Scorpions) e Bruce Fairbairn (produttore dei Bon Jovi) ma alla fine si convinsero a lavorare con Elson. Elson produrrà anche il sesto album in studio del gruppo, Start from the Dark, nel 2004.
Durante le sessioni di registrazione, Joey Tempest contrasse una brutta reazione allergica per i prodotti a base di pane, che ritardò per un po' di tempo il processo lavorativo, e costrinse il cantante a cambiare la propria dieta, così da poter completare l'album. Le linee vocali della title track The Final Countdown furono registrate ai Soundtrade Studios di Stoccolma, Svezia, mentre le restanti parti vocali presso i Mastersound Studios di Atlanta ed i Fantasy Studios di Berkeley negli Stati Uniti.
L'album venne mixato nel marzo 1986 ai Fantasy Studios. Il chitarrista John Norum non fu soddisfatto del risultato, in quanto secondo lui le tastiere avevano "seppellito" le chitarre ritmiche nel mix finale.
(John Norum, The Final Countdown Tour 1986: Live in Sweden - 20th Anniversary Edition DVD)

## Pubblicazione
The Final Countdown divenne l'album che fece esplodere il fenomeno Europe in tutto il mondo. Fin dalla sua pubblicazione nel maggio 1986, il disco vendette molto bene nei paesi europei e raggiunse l'ottavo posto della prestigiosa classifica statunitense Billboard 200. Nel 1994 è stato certificato triplo disco di platino dalla Recording Industry Association of America (RIAA).
Quando si trattò di dover scegliere il singolo di lancio dell'album, Tempest suggerì The Final Countdown. In origine la band non aveva mai pianificato di pubblicare il pezzo come singolo, e alcuni membri volevano che Rock the Night fosse il primo singolo. The Final Countdown venne scritta per essere la canzone di apertura nei concerti, e nessuno pensò mai sarebbe diventato un successo. Ma quando la Epic Records insinuò che doveva essere il primo singolo, il gruppo decise di pubblicarla. Il singolo si rivelò un successo mondiale, raggiungendo il primo posto in classifica in 25 paesi, tra cui Regno Unito, Francia, Germania, e Italia. Negli Stati Uniti, il brano raggiunse l'ottavo posto nella Billboard Hot 100 e il diciottesimo nella Mainstream Rock Songs. La canzone divenne un punto stabile nei concerti degli Europe sin dal suo debutto dal vivo nella prima data del Final Countdown Tour il 29 aprile 1986 a Gävle, Svezia, ed è con molta probabilità il brano più riconoscibile e popolare della band. Una delle esibizioni più memorabili del pezzo ha avuto luogo a Stoccolma il 31 dicembre 1999, come parte delle celebrazioni di fine millennio.
Love Chaser venne pubblicato come singolo soltanto in Giappone, e fu inserito nella colonna sonora del film locale Pride One. Nel resto del mondo il secondo singolo fu Rock The Night, che raggiunse la top 10 delle classifiche in Germania, Paesi Bassi, Francia, Italia e Svizzera, il dodicesimo posto nel Regno Unito e il trentesimo negli Stati Uniti. Il singolo successivo, Carrie, raggiunse il terzo posto nella Billboard Hot 100, diventando il brano di maggior successo del gruppo nelle classifiche statunitensi.  Cherokee venne pubblicato come ultimo singolo dell'album, fermandosi alla posizione numero 72 della Billboard Hot 100.
Tutti i singoli furono accompagnati da quattro video musicali che ricevettero massiccia popolarità e passaggi televisivi su MTV. Otto delle dieci tracce presenti nell'album compaiono nella colonna sonora del film comico Hot Rod - Uno svitato in moto del 2007.

## Il tour
La prima data del tour svedese ebbe luogo a Gävle il 29 aprile 1986. L'album non era ancora stato pubblicato perché la copertina non era completa, ma gli Europe furono costretti a intraprendere il tour programmato. Il disco fu finalmente distribuito il 26 maggio, lo stesso giorno in cui la band suonò l'ultimo concerto della tappa svedese, all'arena Solnahallen di Solna. La band fece due serate consecutive alla Solnahallen, il 25 e il 26 maggio. Questi concerti vennero filmati per una trasmissione televisiva, che in seguito sarebbe stata pubblicata su VHS e DVD, intitolata The Final Countdown Tour 1986. Nel 2006 è stata pubblicata l'edizione per il ventennale The Final Countdown Tour 1986: Live in Sweden - 20th Anniversary Edition su DVD. Il video musicale di The Final Countdown è stato in parte girato durante i soundcheck e le esibizioni di queste due serate.
Gli Europe intrapresero un tour giapponese nel settembre 1986, suonando per quattro serate a Tokyo e due serate a Nagoya e Osaka. Durante la tappa giapponese, il chitarrista John Norum comunicò agli altri membri del gruppo la sua decisione di voler lasciare la band, a causa di differenze musicali e altri disaccordi con il manager del gruppo, Thomas Erdtman. Norum accettò di rimanere nella band per una seconda tappa del tour svedese, che iniziò a Örebro il 26 settembre 1986, così come per un tour promozionale in tutta Europa, comprese le apparizioni televisive e le interviste. Il chitarrista fece la sua ultima apparizione con il gruppo in un programma di Sky 1 al club Escape di Amsterdam, Paesi Bassi il 31 ottobre 1986.
Norum venne sostituito da Kee Marcello, che aveva appena lasciato un'altra band svedese, gli Easy Action. All'inizio Marcello non era convinto di unirsi agli Europe, poiché aveva dedicato molto lavoro all'ultimo album degli Easy Action, That Makes One. Dopo alcune considerazioni, cambiò idea e decise di entrare nel gruppo. Il nuovo chitarrista apparve nei video musicali di Rock the Night, Cherokee e Carrie, e fece la sua prima apparizione televisiva con gli Europe nella trasmissione Peters Popshow a Dortmund, Germania il 12 dicembre 1986.
La band intraprese un tour europeo che partì a Bergen, Norvegia il 24 gennaio 1987 e si concluse a Genova, Italia il 10 marzo 1987. L'esibizione all'Hammersmith Odeon di Londra del 23 febbraio venne filmata e pubblicata per l'home video con il titolo The Final Countdown World Tour. Tre estratti di questo concerto saranno inoltre inclusi come tracce bonus nell'edizione rimasterizzata dell'album pubblicata nel 2001.
Il 15 aprile 1987 la band si imbarcò nel suo primo tour statunitense con una data al The Warfield Theatre di San Francisco. Il tour si concluse a Filadelfia il 17 maggio 1987, dopo che la band aveva suonato in 23 città e percorso 14,565 km. Una troupe televisiva svedese seguì il gruppo durante la tappa americana, producendo il documentario Europe in America, che venne mostrato in TV e pubblicato in home video.
Gli Europe conclusero definitivamente il tour esibendosi al Roskilde Festival di Roskilde, Danimarca il 4 luglio 1987.

## Tracce
Testi e musiche di Joey Tempest, eccetto dove indicato.
1. The Final Countdown – 5:11
2. Rock the Night – 4:08
3. Carrie – 4:33 (Tempest, Mic Michaeli)
4. Danger on the Track – 3:48
5. Ninja – 3:49
6. Cherokee – 4:15
7. Time Has Come – 4:04
8. Heart of Stone – 3:51
9. On the Loose – 3:10
10. Love Chaser – 3:30

Tracce bonus incluse nell'edizione The Metal Masters Series del 2001
1. The Final Countdown (Live at Hammersmith Odeon, London 1987) – 5:12
2. Danger on the Track (Live at Hammersmith Odeon, London 1987) – 4:00
3. Carrie (Live at Hammersmith Odeon, London 1987) – 4:40

## Formazione
Europe
- Joey Tempest – voce
- John Norum – chitarre, cori
- John Levén – basso
- Mic Michaeli – tastiere, cori
- Ian Haugland – batteria, cori
- Kee Marcello – chitarre, cori (solo nelle tracce bonus live dell'edizione The Metal Masters Series del 2001)

Produzione
- Kevin Elson – produzione, ingegneria del suono, missaggio
- Wally Buck – ingegneria del suono, missaggio
- Bob Ludwig – mastering
- Michael Johansson – fotografia
- Les Katz – illustrazione copertina
- Joel Zimmerman – direzione artistica

## Classifiche

### Classifiche settimanali
| Classifica (1986/87) | Posizione massima |
| -------------------- | ----------------- |
| Australia            | 3                 |
| Austria              | 5                 |
| Canada               | 6                 |
| Finlandia            | 1                 |
| Francia              | 10                |
| Germania             | 6                 |
| Italia               | 2                 |
| Norvegia             | 4                 |
| Nuova Zelanda        | 3                 |
| Paesi Bassi          | 3                 |
| Regno Unito          | 9                 |
| Spagna               | 1                 |
| Stati Uniti          | 8                 |
| Svezia               | 1                 |
| Svizzera             | 1                 |

### Classifiche di fine anno
| Classifica (1986) | Posizione |
| ----------------- | --------- |
| Francia           | 13        |
| Paesi Bassi       | 18        |
| Svizzera          | 16        |
| Classifica (1987) | Posizione |
| Australia         | 32        |
| Austria           | 4         |
| Canada            | 33        |
| Italia            | 8         |
| Nuova Zelanda     | 37        |
| Paesi Bassi       | 48        |
| Regno Unito       | 77        |
| Spagna            | 1         |
| Stati Uniti       | 12        |
| Svizzera          | 9         |